# Integrated heat spreader
Pour les articles homonymes, voir IHS.

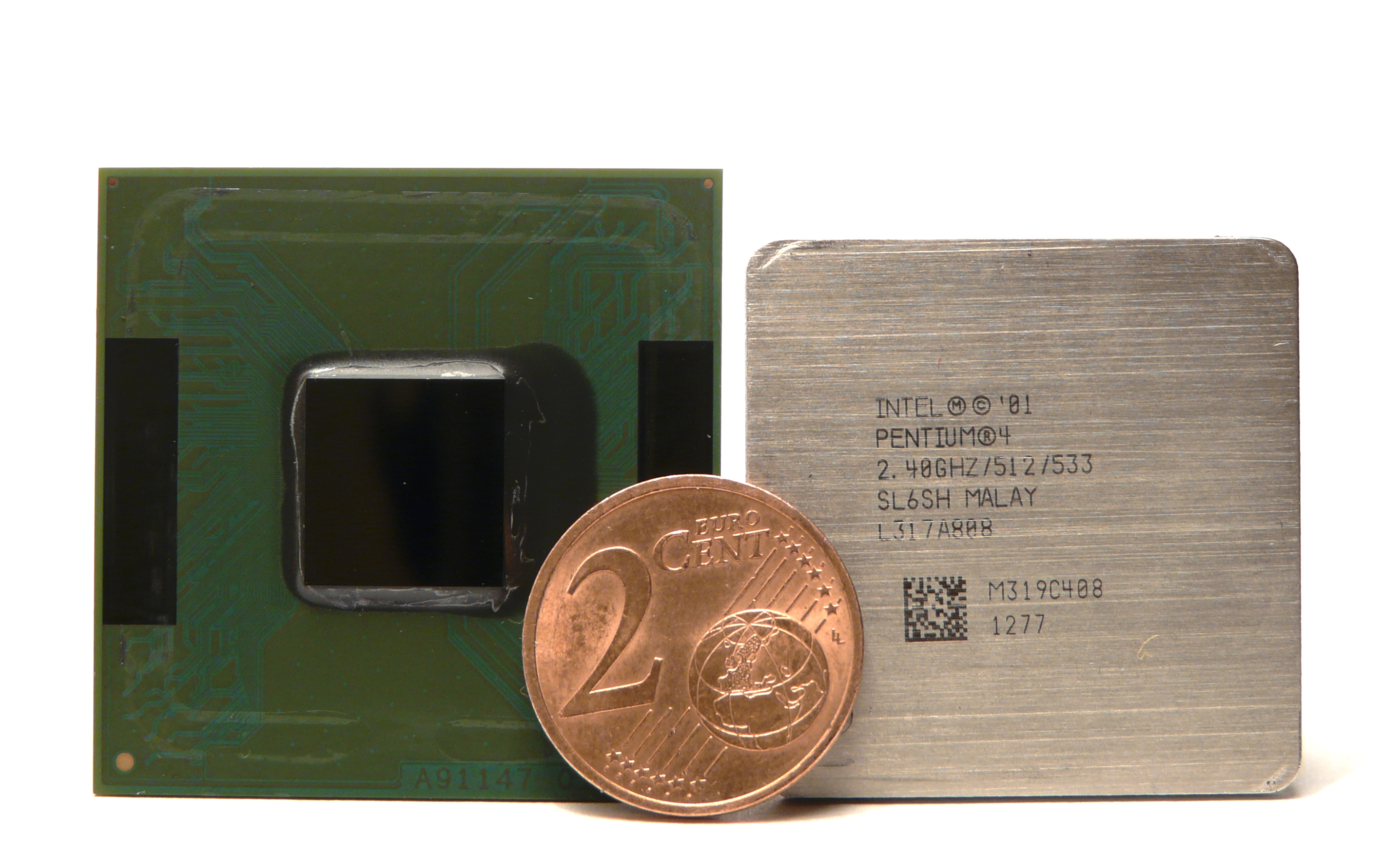
L'IHS d'un Pentium 4 2.4 GHz retiré du processeur, ce qui laisse apparaître le die

Un Integrated Heat Spreader (souvent abrégé IHS, littéralement « dissipateur thermique intégré ») est la protection recouvrant certains microprocesseurs et ayant pour fonction de procurer à ceux-ci une plus grande surface de diffusion de la chaleur qu'ils émettent, et ainsi de permettre un refroidissement plus efficace. Le contact entre l'IHS et le die du microprocesseur est souvent assuré par de la pâte thermique, mais l'IHS est parfois directement soudé au die à l'aide d'un conducteur thermique solide, comme c'est le cas de certains microprocesseurs en socket LGA (socket Intel LGA 775 par exemple).
Certains overclockers retirent l'IHS de leur microprocesseur (uniquement dans le cas d'un IHS non soudé) afin de réaliser un montage Direct on Die (en phase-change cooling ou watercooling par exemple) et ainsi gagner quelques degrés.